# Jan Joost Assendorp
Jan Joost Assendorp (Enschede, 8 oktober 1949) is een Nederlands archeoloog.

## Levensloop
In zijn kinderjaren woonde Assendorp te Zierikzee. Van 1968 tot 1971 studeerde hij geschiedenis en prehistorie aan de Universiteit Leiden. Hij zette zijn studie voort aan de Universiteit van Amsterdam. Daar legde hij zich toe op culturele prehistorische archeologie, geschiedenis en mediëvale archeologie (betreffende de middeleeuwen). In 1976 was Assendorp afgestudeerd. Daarna leidde hij drie jaar lang wetenschappelijk onderzoek naar nederzettingen uit de IJzertijd en de Romeinse tijd in het Nederlandse Maasdal.
Vanaf 1980 tot aan zijn pensionering in 2015 was Assendorp in Duitsland werkzaam. Hij werkte o.a. voor de archeologische en monumentenzorg-afdeling van de deelstaatregering van Nedersaksen (Niedersächsisches Amt für Denkmalpflege). Ook was hij enige jaren lector en archeologisch praktijkdocent aan de Universiteit Hamburg.
Assendorps wetenschappelijke activiteiten richtten zich met name op onderzoek naar nederzettingen, grafvelden e.d. van de periode van de Bronstijd tot en met de vroege middeleeuwen.

## Enkele werken
Enkele Duitse opgravings- en onderzoeksprojecten, waaraan Assendorp bijdroeg, waren onder andere:
- opgravingen bij de Hitzacker See; hier is mede op zijn initiatief een archeologisch openluchtmuseum opgericht, dat gewijd is aan de Bronstijd; Assendorp heeft in het bestuur van dit openluchtmuseum gezeten.
- onderzoek naar een grafveld van de Saksen bij Immenbeck, gemeente Buxtehude.
- onderzoek in 1983-1985 van een zogenaamd Buckelgräberfeld [3] nabij Oedeme, een stadsdeel van Lüneburg.
- opgravingen in het Klooster Lüne.
- opgravingen in de oude stadskern van Bardowick.
- wetenschappelijke advisering van de Stiftung Lager Sandbostel, die de herdenkingsplaats van Kamp Sandbostel beheert.

- Bibsys: 98074528
- Gemeinsame Normdatei: 106909434X
- International Standard Name Identifier: 0000 0000 3777 2769
- Library of Congress Control Number: n98024733
- Nederlandse Thesaurus van Auteursnamen: 071097651
- Réseau des bibliothèques de Suisse occidentale: 02-A002943528
- Système universitaire de documentation: 17184663X
- Virtual International Authority File: 22731998
- WorldCat: E39PBJdrKTPvMpjCyJPVd8gHYP